# Koćuša (slap)
Slap Koćuša se nalazi na rijeci  Mlade koja niže slapa mijenja ime u Trebižat. Nalazi se 2 km uzvodno od Vitine i oko 10 km od Ljubuškog. Visina slapa je pet, a dužina 50 metara. U blizini slapa nalaze se mlinovi i stupe, od kojih neki i danas rade.